# Tesoro de los Quimbayas

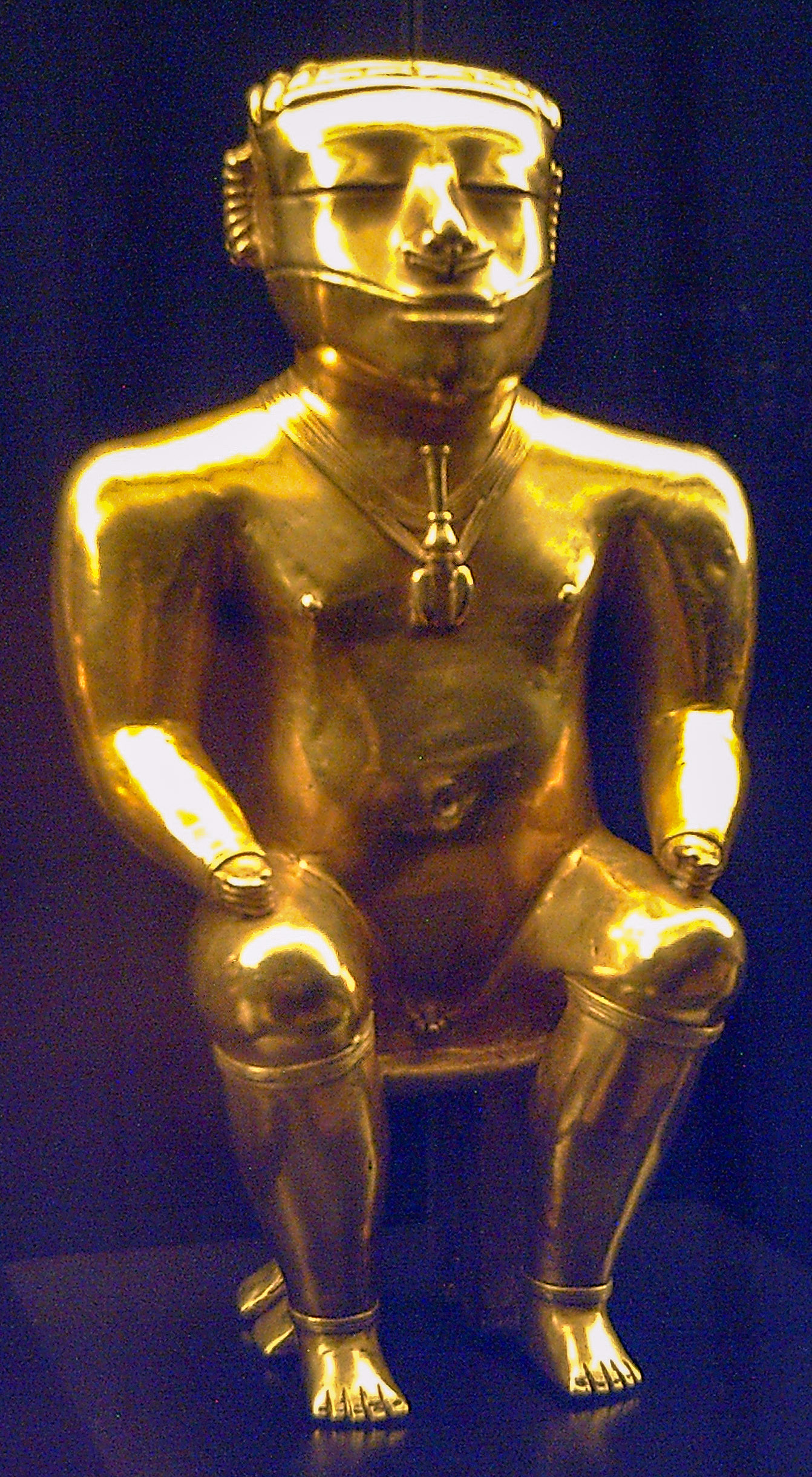
Estatuilla de cacique quimbaya

Se denomina tesoro de los quimbayas a un conjunto de objetos de oro y tumbaga que forma parte del ajuar de dos tumbas de esta cultura precolombina. Su importancia radica no solamente en el número de piezas que integran el conjunto, sino en su excepcional calidad artística y técnica, lo que las convierte en auténticas obras maestras del arte precolombino.
La pieza fue regalada, en el siglo XIX, en 1891, el año de su descubrimiento, por el entonces presidente colombiano, Carlos Holguín Mallarino a la reina María Cristina de Habsburgo-Lorena. 
En mayo del 2024, el gobierno de Colombia reclamó formalmente a España la devolución del tesoro de los quimbayas, que se exhibe en el Museo de América de Madrid. 

## El descubrimiento del tesoro
El hallazgo de los objetos que formaban parte de estos enterramientos tuvo lugar en el año 1890 en el sitio de la Soledad, cerca de Filandia (corregimiento de Cartago en ese entonces), por un grupo de huaqueros (expoliadores de tumbas). Aunque las tumbas indígenas de este sitio de “la Soledad” ya eran conocidas por sus riquezas, el hallazgo de este conjunto en particular –calificado posteriormente como “Tesoro de los Quimbayas”– sin duda desbordó las expectativas de huaqueros, comerciantes y coleccionistas de aquel tiempo. Las noticias que se suceden en la prensa desde el momento de la excavación del tesoro ponen de manifiesto el asombro y la admiración que había provocado. La calidad de este conjunto es tan espectacular, que se puede considerar como el principal tesoro americano hasta el descubrimiento de la tumba del señor de Sipán en Perú.

## La huaquería en Colombia

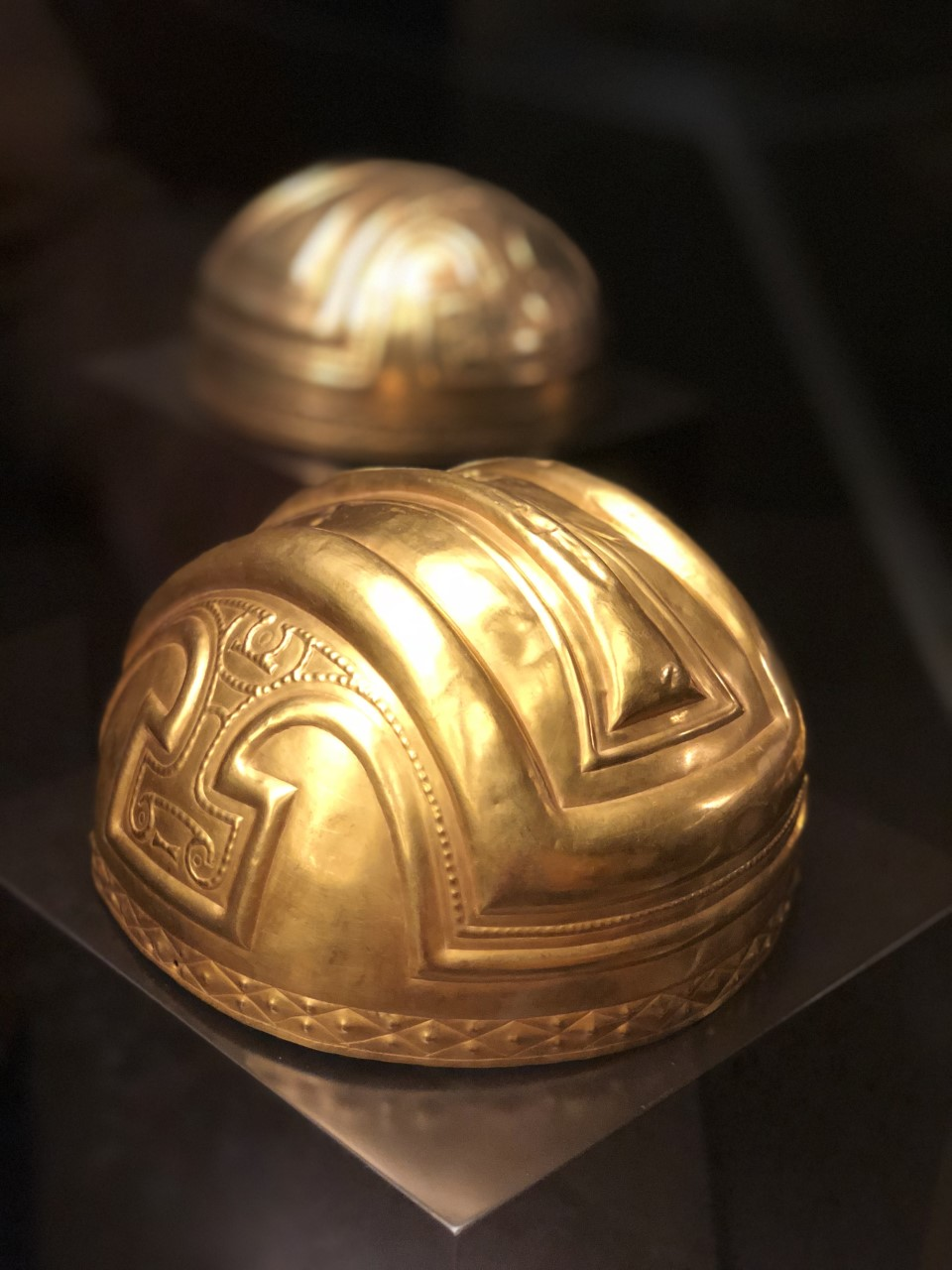
Tocado para la cabeza, Tesoro de los Quimbayas.

Además de la mina de oro y de aluvión, en Colombia, el oro se extraía de las tumbas prehispánicas y era denominado “oro de huaca”. Durante el siglo XIX se desarrolla esta importante industria extractiva, reconocida en el Código de Minas colombiano hasta el año 1941. Durante décadas la huaquería fue una profesión de la que vivían un número considerable de familias, y estaba social y legalmente aceptada. La Ley de 13 de junio de 1833 sobre “hallazgos de tesoros” decretaba que “el oro y la plata y piedras preciosas que se encuentren en las sepulturas, templos, adoratorios y huacas de los indios corresponden íntegramente al inventor o inventores” es decir, a los descubridores, por lo que la propia ley favorecía el expolio y le confería un marco legal. Al no existir una ley proteccionista sobre estos bienes arqueológicos, dependía del propio huaquero, del intermediario o del comprador final, el que estos objetos terminaran o no fundidos en lingotes, que lamentablemente solía ser el destino más habitual. Miles de kilos de oro labrado o trabajado por los artífices precolombinos terminaron de esta forma fundidos y perdidos para siempre por causa de esta “fiebre del oro” que no sólo se dio durante la época colonial, sino de forma especialmente intensa en el último cuarto del siglo XIX. No obstante, algunos otros conjuntos de objetos de oro quimbayas, menos numerosos que el Tesoro, pero también formados por tipologías similares como poporos antropomorfos, cascos y otros objetos, fueron adquiridos desde el último cuarto del XIX por diferentes museos europeos y coleccionistas particulares.
Así, es en este contexto de expansión minera, de colonización y de “empresas” dedicadas al expolio del patrimonio arqueológico con el reconocimiento de la legalidad de estas tareas, en el que se produce el descubrimiento del “Tesoro de los Quimbayas”. 
Será la Ley 48 de 1918, casi 30 años después del hallazgo, la que declare los objetos precolombinos como pertenecientes a la historia patria y prohíba su destrucción y libre destino sin permiso del Ministerio de Instrucción Pública. Pero habrá que esperar dos años más, a la Ley 47 de 1920, para que se apruebe una nueva ley que prohíba su salida del país sin autorización.

## La llegada a España
En el año 1892 tuvo lugar la conmemoración del IV Centenario del Descubrimiento de América en Madrid. Uno de los principales actos que se organizaron fue la Exposición Histórico Americana en la que Colombia consideró que era el momento oportuno para exhibir, junto con otros materiales, el recién hallado tesoro quimbaya. El Tesoro había sido adquirido por el Gobierno Colombiano a los intermediarios que a su vez lo habían comprado a los huaqueros que lo encontraron. La compra se realizó el 20 de agosto de 1891 mediante un “Contrato de compra de una colección de objetos de oro” entre el Gobierno y Fabio Lozano Torrijos de Ibagué por la suma de 70.000 pesos, en el que se específica el número total de objetos (433) que compra el Gobierno.
La colección se embarcó el 2 de julio de 1892 en Barranquilla, transbordando en La Habana el 30 de julio. La llegada a España de las piezas de oro —y de la cerámica y de otros objetos de la delegación de Colombia— se realizó el 10 de agosto en el vapor México de la Compañía Trasatlántica Española de Barcelona. La intención del entonces presidente de la República, Carlos Holguín, contando con el respaldo político, fue la de donar este fabuloso tesoro a la reina gobernadora de España, María Cristina de Habsburgo, en agradecimiento a la presidencia que, en 1891, ésta había ejercido en el Laudo Arbitral de un conflicto de fronteras entre Colombia y Venezuela, que se resuelve a favor del primero. Un ejemplo de generosidad y reconocimiento que, sin duda, debió causar admiración a nivel internacional, dándole al país la notoriedad que el acto requería.
El 4 de mayo de 1893 la legación de la República de Colombia en España, presidida por su embajador Julio Betancourt, hizo la entrega oficial a la reina regente del conjunto, que pasó a denominarse “Tesoro de los quimbayas”. La reina, a su vez, entregó el Tesoro a las colecciones del patrimonio histórico del estado español, formando parte desde el primer momento del Museo Arqueológico Nacional, donde se expone para su disfrute público, hasta la guerra civil española, momento en que el Tesoro, junto con otros bienes excepcionales integrantes del Patrimonio Histórico Español, viajan a Suiza para su protección. El Tesoro acompañó a muchos de los cuadros del Museo del Prado que forman parte del Patrimonio Español, lo que es un reconocimiento de la excepcionalidad que se le atribuyó desde el primer momento.

## El Tesoro en el Museo de América

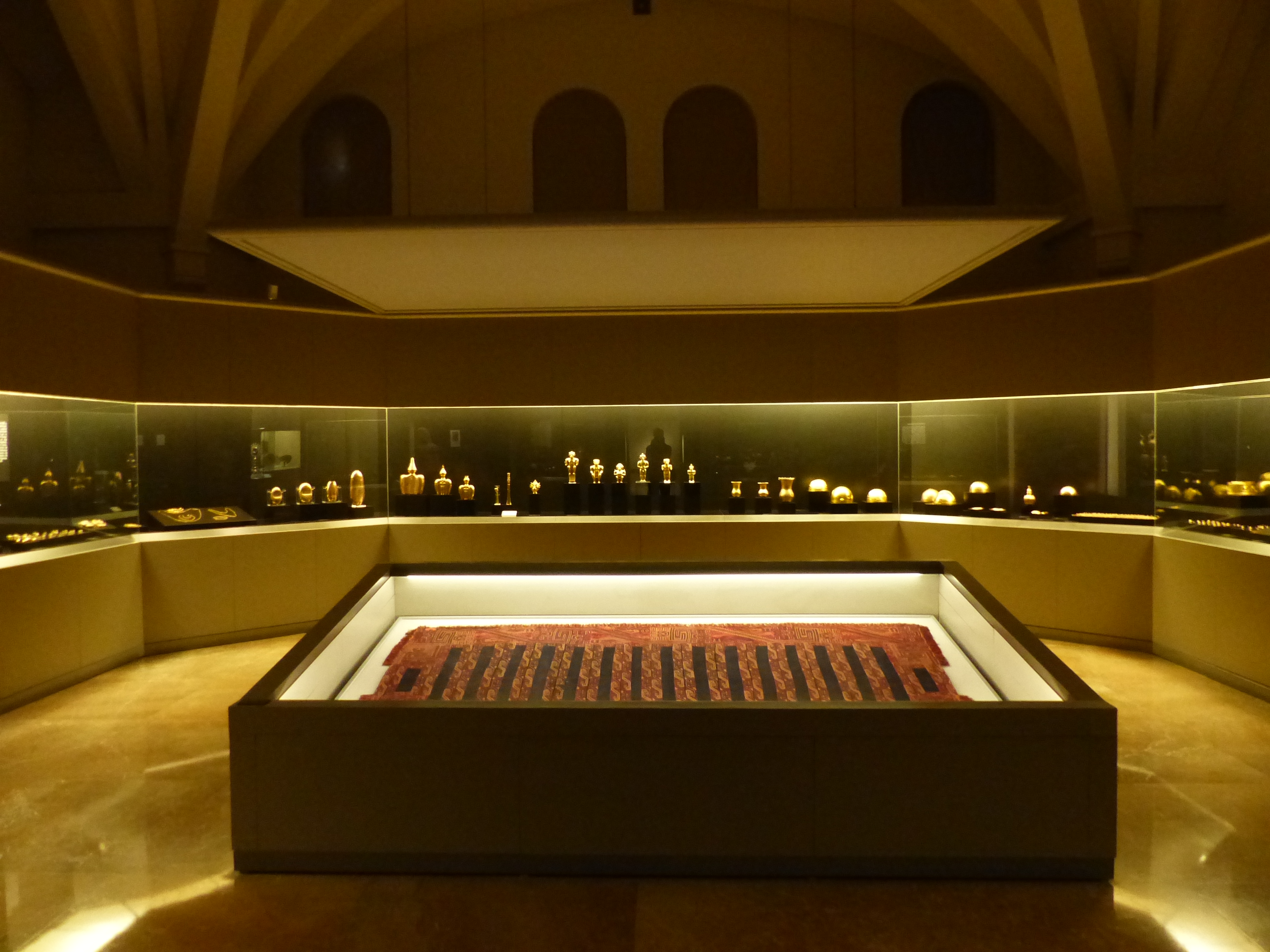
Sala con objetos de la cultura Quimbaya, Museo de América, Madrid.

El Museo de América se crea el 19 de abril de 1941, incluyendo todos los bienes americanos y procedentes de expediciones científicas que integraban el Museo Arqueológico Nacional. Como el nuevo Museo aún no contaba con sede propia, el Tesoro siguió exponiéndose en el Museo Arqueológico junto con el resto de las colecciones americanas, dentro del área específicamente reconocida como Museo de América. El nuevo edificio se empezó a construir unos años después en su actual emplazamiento en la Ciudad Universitaria. Y en esta nueva sede se expone el Tesoro desde 1965 hasta julio de 1978 en que, por motivos de seguridad, se retiran las piezas originales para llevarlas primero al Banco de España y, posteriormente, a la cámara acorazada del Museo Arqueológico. En su lugar, el Museo expuso durante este tiempo, y hasta 1984, una réplica del tesoro.
Con la reapertura del Museo de América tras diez años de renovación, en 1994, el “Tesoro de los Quimbayas” regresa a esta sede y desde entonces, esta excepcional colección, original y única, está expuesta en la sala dedicada al mundo funerario, dentro del recorrido de la exposición permanente y con las medidas de conservación y seguridad apropiadas.

## Reclamación a España de la devolución del tesoro de los quimbayas
El gobierno de Colombia ha reclamado a España la devolución del tesoro. El conjunto fue comprado, en el siglo XIX, en 1891, el año de su descubrimiento, por el gobierno colombiano, presidido entonces por Carlos Holguín Mallarino. El presidente Carlos Holguín regaló la Colección Filandia a la reina regente de España por medio de una decisión de Estado, tomada en Consejo de Ministros y por propuesta del subsecretario de Relaciones Exteriores, Marco Fidel Suárez, para compensar a España por dirimir, con su laudo arbitral, la definición de los límites territoriales de Colombia en las zonas de la Guajira, San Faustino de los Ríos y el río Orinoco. Bajo el criterio diplomático de hacer el pago de esta cuenta “con decoro y cortesía”, se compró la Colección con el exclusivo fin de saldar esa cuenta, mientras se convocaba al Gobierno de Venezuela a hacer lo mismo con otro obsequio.
El 4 de mayo de 1893 la legación de la República de Colombia en España, presidida por su embajador Julio Betancourt, hizo la entrega oficial a la reina regente del conjunto. Hay que tener presente que, para esta fecha, ya hacía nueve meses que la administración presidida por Carlos Holguín había concluido. Esto significa que fue la administración de Miguel Antonio Caro la que realmente puso en las manos de la reina regente de España, María Cristina, madre del joven Alfonso XIII, la colección Filandia. Resulta entonces que en esta entrega estuvieron comprometidos dos presidentes de Colombia, Carlos Holguín Mallarino y Miguel Antonio Caro, pero también quienes ejercieron la función de ministros de Relaciones Exteriores en las administraciones Holguín y Caro: Vicente Restrepo, Marco Fidel Suárez y el general Jorge Holguín. Estos dos últimos también fueron presidentes de la República de Colombia. Cuatro presidentes de Colombia estuvieron comprometidos con la donación de la colección Filandia a la reina regente de España, viuda del rey Alfonso XII. Legalmente, fue una decisión de Estado, tomada en Consejo de Ministros.
La Academia Colombiana de la Historia publicó en 2023 un artículo en el que se opone abiertamente a la solicitud de restitución y propone cambiar la denominación por "Colección Filandia". El 9 de mayo de 2024, los Ministros de Cultura Correa y de Relaciones Exteriores colombianos presentaron por escrito al gobierno español una “Propuesta para el retorno de la Colección Quimbaya a Colombia”. La restitución de estas piezas ha sido abordada en varias ocasiones en el Congreso de los Diputados español, con varios grupos políticos planteando cuestiones al gobierno sobre este tema y manifestando opiniones opuestas respecto del retorno.

## El conjunto original

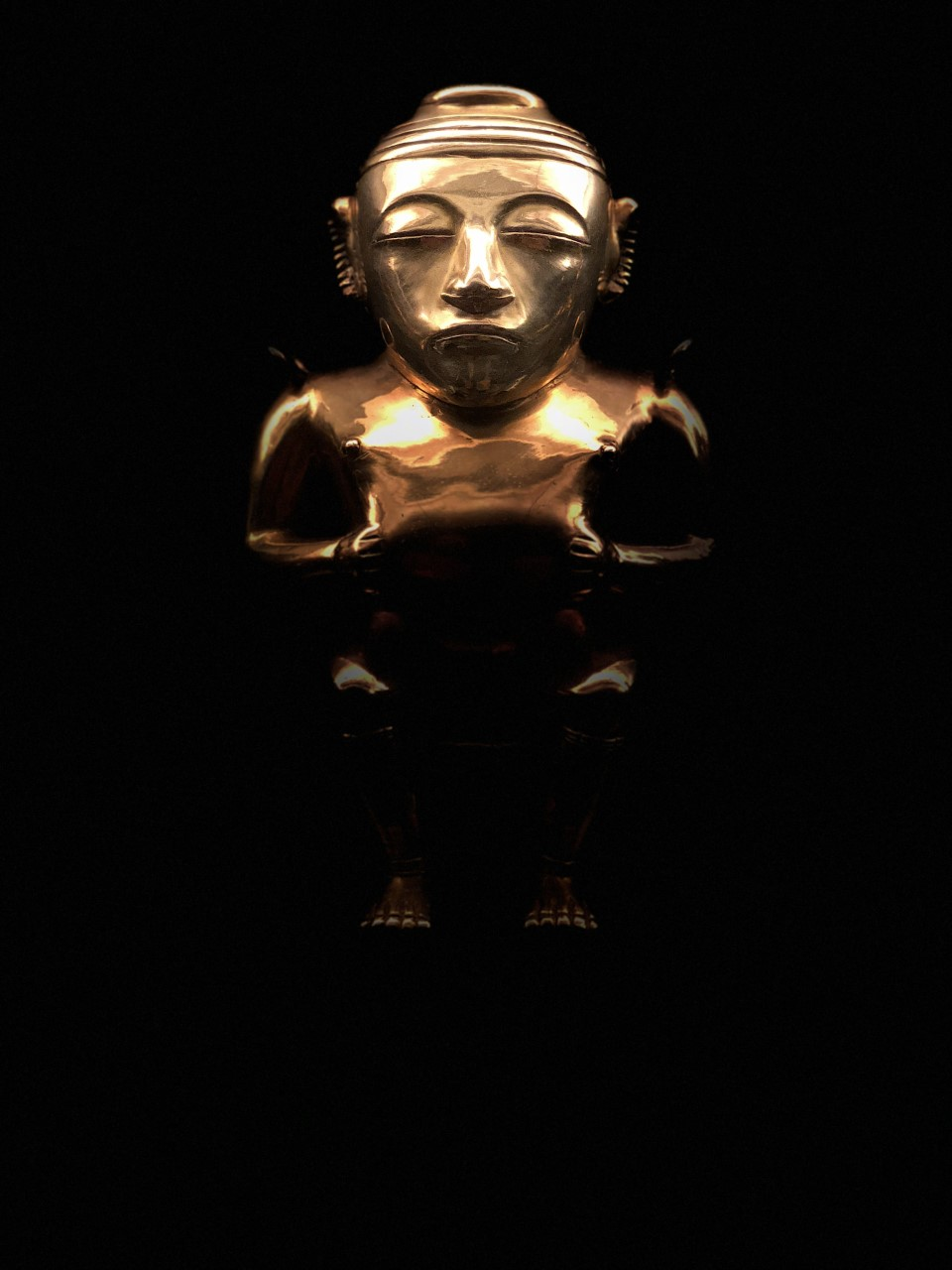
Figura antropomorfa, tesoro de los Quimbayas.

El Museo de América custodia las piezas (y conjuntos de piezas, pues algunas, están integradas por diversos objetos, como los collares compuestos por distinto número de cuentas) que se entregaron como regalo a la reina María Cristina en el siglo XIX. No obstante, el hallazgo original, como evidencian todos los documentos de la época, fue muy superior e incluía no sólo otros objetos de oro y tumbaga, sino también cerámica, objetos de piedra e incluso textiles. 
El Museo de América hoy expone y conserva el mismo número de piezas que fue entregado en donación en 1893 que se corresponden con 136 números de inventario.
Las referencias históricas, el contrato y otros documentos refieren números diferentes de piezas, así como un peso total distinto. La diferencia suele estar en la contabilización del número de cuentas que integran los collares, en unos casos, individualizándolas y en otras ocasiones contándolas todas como un único objeto. La investigación de Ana Verde (2016) a partir de la documentación fotográfica e inventarios originales, demuestra que el conjunto estaba formado por 474 piezas de orfebrería. Algo diferente a los datos que figuran en el contrato de compra. 
En todo caso, la parte del actual “Tesoro de los Quimbayas” conservada en el Museo de América y adquirida en su momento por el Gobierno colombiano, corresponde sólo a una quinta parte de la ofrenda original localizada. Esto significa que otras cuatro quintas partes de oro y objetos de estas tumbas se dispersaron en manos particulares, quizá terminaron fundidas en lingotes y, desde luego, olvidadas para la historia de la Colombia precolombina. Una parte de este conjunto de orfebrería fue adquirida por Vicente Restrepo, junto a un lote de cerámica procedente del mismo hallazgo y otra parte fue también adquirida por el Gobierno colombiano. Estas colecciones formaron parte de la Exposición Mundial Colombina de Chicago en 1893 y todo ello vendido posteriormente en Estados Unidos por sus propietarios colombianos, encontrándose actualmente una parte importante en el Field Museum de Chicago. Otra colección de cerámica y piedra fue donada por el gobierno Colombiano para que figurara en la Exposición Italo-Americana de Génova de 1892, pero del resto de lotes se desconoce su paradero.

## Asignación cultural y datación
Aunque se denomina “Tesoro de los Quimbayas” en realidad estas piezas no pertenecen al grupo étnico quimbaya con el que los españoles contactaron en el siglo XVI. Se trata de un grupo que pobló esa misma región pero en una época anterior y se le denomina “Quimbaya Clásico” frente al “Quimbaya Tardío”, que se corresponde con el grupo que ocupaba esta región a la llegada de los españoles. El período de desarrollo de esta cultura abarca desde el 500 a. C. hasta el siglo VI d. C. Restos de cenizas y núcleos de arcilla del Tesoro han permitido datarlo en el siglo V-VI d. C. tanto por radiocarbono como por termoluminiscencia, por lo que este tesoro corresponde al último período del denominado “Quimbaya Clásico”. 

## Piezas destacadas
El Tesoro está formado por una tipología de objetos relacionados con el consumo de alucinógenos y el adorno del cuerpo de los caciques. Además de narigueras sencillas, orejeras de carrete, algunas conservando la función de cascabel, agujas para la cal, colgantes, cascabeles, varios cascos, una diadema, collares y un instrumento musical, destacan varios poporos o recipientes para cal en forma de vegetales (calabazas) y otros figurativos. De estos, 6 representan caciques, 4 hombres y 2 mujeres, una de ellas embarazada. Todos ellos, hombres y mujeres, se representan desnudos, con los mismos símbolos de poder en las manos y adornados con collares, orejeras de arete y nariguera. Sin duda, estas figuras antropomorfas son las que han proporcionado la merecida fama al excepcional conjunto del Tesoro. El Tesoro ha sido objeto de estudio en diferentes momentos de su historia, tanto en España como en Colombia, especialmente desde la perspectiva histórica, su hallazgo y su donación, pero también desde un punto de vista técnico y artístico. Desde 2011 un proyecto de Investigación del Museo de América con el Consejo Superior de Investigaciones Científicas (CSIC), ha realizado estudios arqueométricos para conocer con mayor precisión la composición de los objetos. En 2016 el Ministerio de Educación, Cultura y Deporte, junto al CSIC, publicó un nuevo estudio que incluye los resultados del mencionado proyecto así como otras contribuciones esenciales para el conocimiento de este excepcional conjunto.